# جاسيندا أرديرن
جاسيندا كيت لوريل أرديرن أو جَسِنْدة كَيت لورِل أردِرن (وُلدت في 26 تموز/يوليو 1980)، هي سياسية نيوزلندية، ورئيسة وزراء نيوزلندا الأربعين منذ توليها المنصب بتاريخ 26 أكتوبر عام 2017. تولت جَسِندة زعامة حزب العمال النيوزيلندي اليساري المعتدل منذ 1 آب/أغسطس 2017، وكانت عضوًا في البرلمان إذ انتخبت لعضويته لأول مرة في الانتخابات العامة لعام 2008. أرديرن هي أصغر رئيسة حكومة في العالم بعد أن تولت منصبها كرئيسة وزراء لنيوزلندا في سن السابعة والثلاثين.
بدأت جَسِندة حياتها المهنية بعد تخرجها من جامعة وايكاتو في عام 2001 بالعمل كباحثة في مكتب رئيسة الوزراء هيلين كلارك. عملت لاحقاً في المملكة المتحدة كمستشارة سياسية لرئيس الوزراء البريطاني توني بلير. تم انتخابها رئيسة للاتحاد الدولي للشباب الاشتراكي في عام 2008، وشغلت المنصب لما يقارب العشر سنوات.

## الحياة المُبكّرة والتعليم
وُلدت جَسِندة في هاملتون بنيوزيلندا، لكنّها نشأت في مدينة مورنسفيل رُفقة أسرتها الصغيرة بما في ذلك والدها الذي كانَ يشغلُ منصب ضابط شرطة،  فيما كانت تعملُ والدتها كمساعدة مُدرسة. درست جَسِندة في كليّة مورنسفيل، ثم حضرت في وقتٍ لاحقٍ جامعة وايكاتو وتخرجت منها في عام 2001 مع درجة البكالوريوس في السياسة والعلاقات العامة.
دخلت أرديرن عالم السياسة بفضلِ خالتها ماري أرديرن التي شغلت منصبَ عضوٍ في حزب العمل لمدة طويلة. ماري كانت قد دفعت ابنة أختها وهي في سنّ المراهقة للمُشاركة في حملة النائب هاري ديونهيفن خلال إعادة انتخابه في الانتخابات العامة في عام 1999. انضمّت جَسِندة إلى حزب العمل في وقتٍ لاحقٍ وصارت شخصيّة بارزة داخلَ الحزب في فترة وجيزة. بعد تخرجها من الجامعة؛ أمضت بعضَ الوقت في العمل في مكتب فيل غوف كما عملت معَ هيلين كلارك ثمّ تطوعت للعمل في مدينة نيويورك، قبل أن تنتقلَ إلى لندن للعملِ كمستشارة سياسيّة في مكتب رئيس الوزراء البريطاني توني بلير هذا فضلًا عن نشاطها السياسي في ويلز. في أوائل عام 2008؛ انتُخبت أرديرن كرئيسة للاتحاد الدولي للشباب الاشتراكي وهو المنصب الذي مكّنها من تقاسم تجربتها معَ عديد البلدان بما في ذلك الأردن، الجزائر، الصين وإسرائيل.

## المسيرة المهنيّة

### عضويّة البرلمان
| البرلمان النيوزيلندي |        |            |            |       |
| الفترة               | الدورة | الناخبين   | القائمة    | الحزب |
| 2008–11              | 49     | قائمة      | 20         | العمل |
| 2011–14              | 50     | قائمة      | 13         | العمل |
| 2014–17              | 51     | قائمة      | 5          | العمل |
| 2017                 | 51     | مونت ألبرت | مونت ألبرت | العمل |
| 2017–الحاضر          | 52     | مونت ألبرت | 1          | العمل |

قُبيل انتخابات عام 2008؛ كانت أرديرن في المرتبة 20 ضمنَ قائمة حزب العمل المُنافس في الانتخابات وكان من الصعبِ عليها في هذا المركز الحصول على مقعدٍ في البرلمان. فشلت جَسِندة في الانتخابات لكنّ حزبها رشحها لتنوب عنهُ في البرلمان خلفًا لزميلها دارين هيوز لتكونَ بذلك أصغر نائبة في تاريخ البلاد حتى 11 شباط/فبراير 2010 حينما نجحَ غاريث هيوز الأصغر منها بأقل من سنة في الحصولِ على مقعدٍ في البرلمان.

#### انتخابات مونت ألبرت
أعلنتَ جَسِندة نيتها الترشح لتمثيل ضاحيّة مونت ألبرت في الانتخابات التي كان من المقرر عقدها في شباط/فبراير عام 2017، وساعدها في ذلك استقالة زعيم حزب العمل السابق في الضاحيّة ديفيد شيرر في الثامن من كانون الأول/ديسمبر 2016 ما مكّنها من الفوز بزعامة الحزب بالتزكية بعدما كانت المُرشحة الوحيدة في تلكَ الدائرة الانتخابيّة. في 21 كانون الثاني/يناير 2017؛ شاركت جَسِندة في الحراك النسائي ضدّ دونالد ترامب الرئيس الحديث للولايات المتحدة وقد زادَ هذا من شهرتها وساعدها على الأرجح في حملتها الانتخابيّة. فازت أرديرن فوزًا ساحقًا بعدما حصلت على 77% من الأصوات الأولية.

#### نائبة زعيم حزب العمل
بعد فوزها في الانتخابات في مونت ألبرت؛ انتُخبت جَسِندة أرديرن بالإجماع لمنصبِ نائبة زعيم حزب العمل في 7 آذار/مارس 2017 عقب استقالة أنيت كينغ الذي كان ينوي التقاعد في الانتخابات المقبلة، فيما شغلَ ريمون هود المقعد الذي تركتهُ جَسِندة شاغرًا في زعامة الحزب في منطقة مونت ألبرت.

### زعامة المعارضة

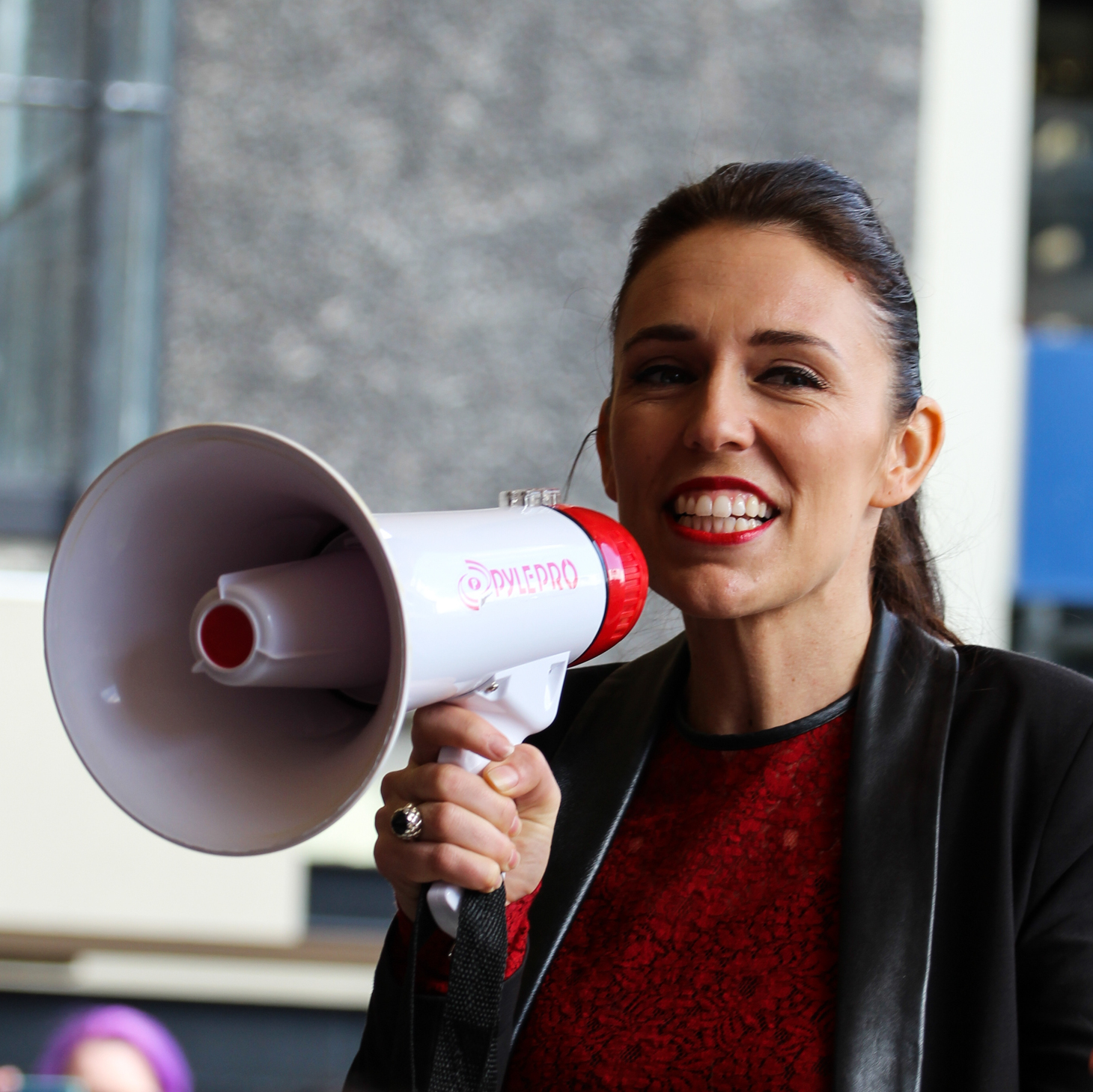
أرديرن خِلالَ حملتها الانتخابيّة في جامعة أوكلاند في عام 2017

في الأول من آب/أغسطس عام 2017 وقبل سبعة أسابيع من تاريخ إجراء الانتخابات العامة؛ قدّم زعيم حزب العمل – الذي كان ضمن أحزاب المُعارضة في تلكَ الفترة – أندرو ليتل استقالتهُ وطالب بتنظيمِ اجتماع في نفس اليوم لاختيار خليفةٍ له. بعد الاجتماع؛ قُرّر بالإجماع اختيار جَسِندة التي أصبحت بذلك أصغر (37 سنة) زعيمة للحزبِ في تاريخهِ، كما تُعدّ ثاني سيّدة تشغلُ هذا المنصبَ داخلَ الحزب بعد هيلين كلارك. جديرٌ بالذكرِ هنا أنّ جَسِندة كانت قد اعترفت في لقاءٍ صحفي لها أنّ ليتل كانَ عازمًا على الاستقالة من رئاسة الحزب وكانَ يُفضل أن تخلفهُ هيَ وحينما اقترحَ عليها الفكرة رفضتها مبدئيًا قبل أن يختارها من حضر الاجتماع في نهاية المطاف.
في أول مؤتمر صحفي لها عقبَ انتخابها كزعيمة للحزب؛ قالت جَسِندة أرديرن أنّ الحملة الانتخابية المقبلة ستكون حملة ناجحة جدًا وبلا هوادة. وَمُباشرة بعد تعيينها؛ حصل الحزب على مبالغ مالية طائلة من التبرعات وحسب بعض التقديرات فقد كان يُتبرّع للحزب بما قيمتهُ 700 دولار نيوزيلندي في كلّ دقيقة. نجحت حملة جَسِندة الانتخابيّة لعدّة أسباب كما لعبت التغطيّة الإعلامية الإيجابية دورًا هامًا في هذا النجاح وخاصّة تغطية وسائل الإعلام الدوليّة على غِرار شبكة سي إن إن.
بعدَ تزعمها للحزب؛ أظهرت استطلاعات رأي إقبال الشعب النيوزلندي عليهِ بنسبة أكثر مقارنة بما كانَ الحالُ عليهِ في فترة رئاسة أندرو ليتل فعلى سبيل المثال لا الحصر؛ بلغت نسبة قبول الحزب في الوسط الشعبي 43% مُقابلَ 24% فقط في عهدِ ليتل. في منتصف أغسطس عام 2017؛ ذكرت جَسِندة أنّه وفي حالة ما فازت في الانتخابات فستُشكّل لجنة ضريبة لدراسةِ إمكانية فرض ضريبة على الشركات الكُبرى واستبعدت في الوقتِ ذاته فرض هذه الضريبة على المواطنين. تصريحها هذا استُغلّ بشكل سلبي من قِبل باقي الأحزاب المُنافسة في الانتخابات فاضطرت للتراجع عنهُ في وقتٍ لاحق.

#### انتخابات 2017
أظهرت النتائج الأولية للانتخابات العامة حصول الحزب على 35.79% من إجمالي الأصوات كما اكتسبَ 14 مقعدًا جديدًا فزادَ تمثيلهُ البرلماني إلى 45 مقعدًا وتُعدّ هذه النتيجة هي الأفضل للحزب منذ خسر في انتخابات عام 2008. في أعقاب الانتخابات؛ دخلت جَسِندة في مفاوضات مع زعماء باقي الأحزاب بهدفِ تشكيل حكومة ائتلافية في ظل عدم حصول أي حزب على العدد الكافي منَ الأصوات حتى يتمكّن من تشكيل الحكومة لوحدهِ.

### رئاسة الوزراء

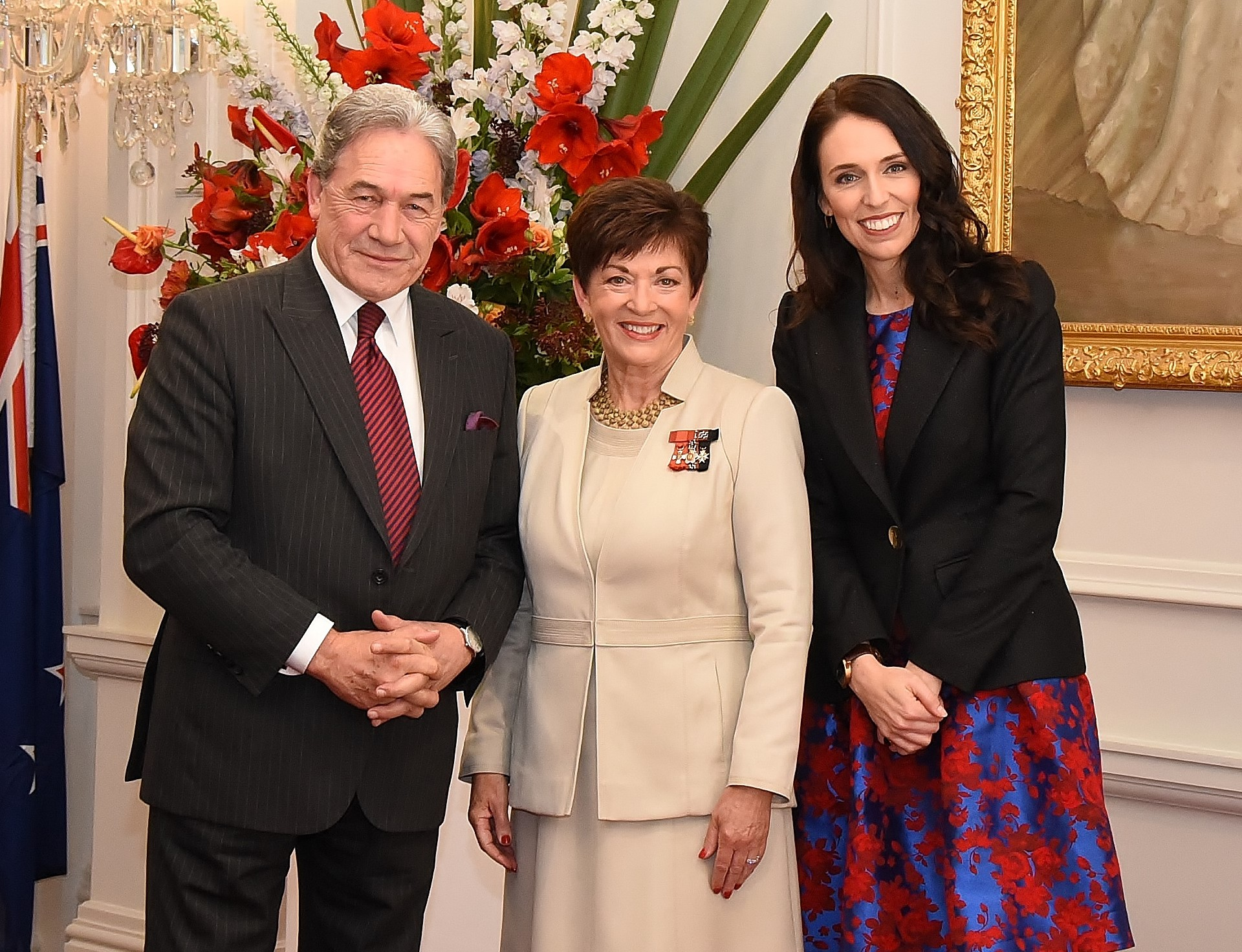
جَسِندة أرديرن رُفقةَ نائب رئيس الوزراء ونستون بيترز والحاكم العام في نيوزيلندا باريس باتسي ريدي في مراسم أداء اليمين الدستورية في مجلس الوزراء في 26 تشرين الأول/أكتوبر عام 2017

بحلول 19 تشرين الأول/أكتوبر عام 2017؛ وافقَ وينستون بيترز على تشكيلِ حكومة ائتلافيّة بزعامة جَسِندة أرديرن التي سيؤول لها منصب رئاسة الوزراء. لقيَ هذا التحالف ثقة حزب الخضر؛ بعدما وافقت جَسِندة نفسها على تتويجِ بيترز في منصبِ نائب رئيس الوزراء ووزير الشؤون الخارجية جنبًا إلى جنب معَ خمسة مناصب وزارية مهمة في الحكومة فضلًا عن شغلِ ثلاثة وزراء آخرين من حزب الخضر لمناصبَ في مجلس الوزراء.
أكّدت جَسِندة في 20 تشرين الأول/أكتوبر منحها لعدّة حقائب وزارية لحزب الخضر بما في ذلكَ الأمن الوطني والمخابرات، الفنون، الثقافة والتراث. أدت أرديرن اليمين الدستوريّة رسميًا أمامَ الحاكم العام باتسي ريدي في 26 تشرين الأول/أكتوبر بحضور أعضاء مجلس الوزراء. بعدَ توليها المنصب؛ ذكرت جَسِندة أنّ حكومتها ستكونُ قويّة ومركزية.
تُعدّ جَسِندة ثالث سيّدة تشغلُ منصبَ رئاسة الوزراء بعدَ جيني شيبلي (1997-1999) وهيلين كلارك (1999-2008)، كما تُعدّ أول شخصية في هذا المنصب وهي عضو في مجلس القيادات النسائية العالمية؛ فضلًا عن أنّ تسلمها المنصب وهي في عمر السابعة والثلاثين يجعلُ منها أصغرَ رئيسة وزراء منذُ إدوارد ستافورد الذي كان قد توّج بهذا المنصب في عام 1856.
في 5 تشرين الثاني/نوفمبر عام 2017؛ قامت جَسِندة بأوّل رحلة خارجيّة لها حيثُ ذهبت لأستراليا والتقت برئيس الوزراء مالكولم تورنبول ثمّ تناقشَ الثنائي حول العلاقات بين البلدين والتي كانت قد توترت في الأشهر السابقة بسبب رفضِ أستراليا علاجَ النيوزيلنديين الذين يُقيمون على أراضيها وتحدثت عن الحاجة إلى تصحيح هذا الوضع فضلًا عن عملها على تطوير علاقة عمل أفضل مع الحكومة الأسترالية، فيما وصفَ تورنبول الاجتماع بالودي وقال: «نحنُ نثق في بعضنا البعض وسنعمل معًا من أجلِ الأفضل لبلدينا.» ثاني رحلة لجَسِندة منذ توليها لرئاسة الوزراء كانت لفيتنام في 9 نوفمبر/تشرين الثاني وذلك خِلالَ أطوار قمّة أبيك.
في 19 كانون الثاني/يناير عام 2018؛ أعلنت أرديرن أنها حامل وكلّفت وينستون بيترز بدور رئيس الوزراء بالنيابة وذلكَ لمدة ستة أسابيع بعد الولادة. بعد ولادة ابنتها؛ أخذت جَسِندة إجازة الأمومة من 21 حزيران/يونيو إلى 2 آب/ أغسطس 2018. سافرت في الثاني من شباط/فبراير إلى وايتانغي ومكثت هناك لمدة خمسة أيام، حيثُ لقيت استقبالًا كبيرًا وحافلًا هناك.
حضرت أرديرن في 20 نيسان/أبريل اجتماعَ رؤساء حكومات الكومنولث في لندن وتمّ اختيارها رسميًا لتقديم نخب الكومنولث في مأدبة رسمية ضمتّ عددًا من قادة العالم كما قابلت لأول ملكة المملكة المتحدة. سافرت في الخامس من أيلول/سبتمبر 2018 إلى ناورو حيثُ حضرت منتدى جزر المحيط الهادئ لكنّ الإعلام والمعارضين السياسيين انتقدوا قرارها هذا باعتبارِ أنّ المنتدى ليسَ ذو أهميّة وهو ما كلّف الدولة مبالغ مالية كانَ بالإمكان استعمالها في أشياء أخرى أهمّ فضلًا عن كونها والدة وتحتاجُ ابنتها لرعايتها.
بحلولِ 24 أيلول/سبتمبر صارت جَسِندة أرديرن أول رئيسة وزراء تحضرُ الجمعية العامة للأمم المتحدة مع طفلتها الرضيعة، كما تحظى باحترام وتقدير الكثيرين داخلَ الجمعية العامة وخارجها لجهودها في دعم شباب العالم والدعوة إلى الاهتمام بالمناخ وآثارهِ إلى جانبِ حرصها على تحقيق المساواة بين المرأة والرجل.

#### هجوم كرايستشيرش
قُتلَ في 15 آذار/مارس عام 2019 خمسينَ شخصًا على الأقل بعدما هاجمَ إرهابي مسلح مسجدين في كرايستشيرش. في بيانٍ بُثّ على التلفزيون؛ قدّمت جَسِندة التعازي لعائلات الضحايا وذكرت أنّ هذا الهجوم الإرهابي قد نُفذَ من قبل مشتبه بهِ متطرف ولا مكان للتطرف في نيوزيلندا أو في أي مكان آخر في العالم. ردًا على إطلاق النار؛ أعلنت جَسِندة أرديرن عزمَ حكومتها على مراجعة قانون حيازة الأسلحة النارية والذي قالت أنّ لعب دورًا في ما حصل. أعلنت كذلك عن حداد وطني، ثمّ سافرت إلى كرايستشيرش لمعاينة مكان أو موقع الهجوم ومؤازرة أسر وعائلات الضحايا.

### استقالتها من رئاسة الوزراء
قدمت جَسِندة استقالتها من رئاسة الوزراء في مؤتمر صحفي بتاريخ 19 يناير 2023، معلنة أن آخر أيام عملها في رئاسة الوزراء هو 7 فبراير 2023 معللةاستقالتها بعدم قدرتها على قيادة الحكومة.

## وجهات النظر السياسية

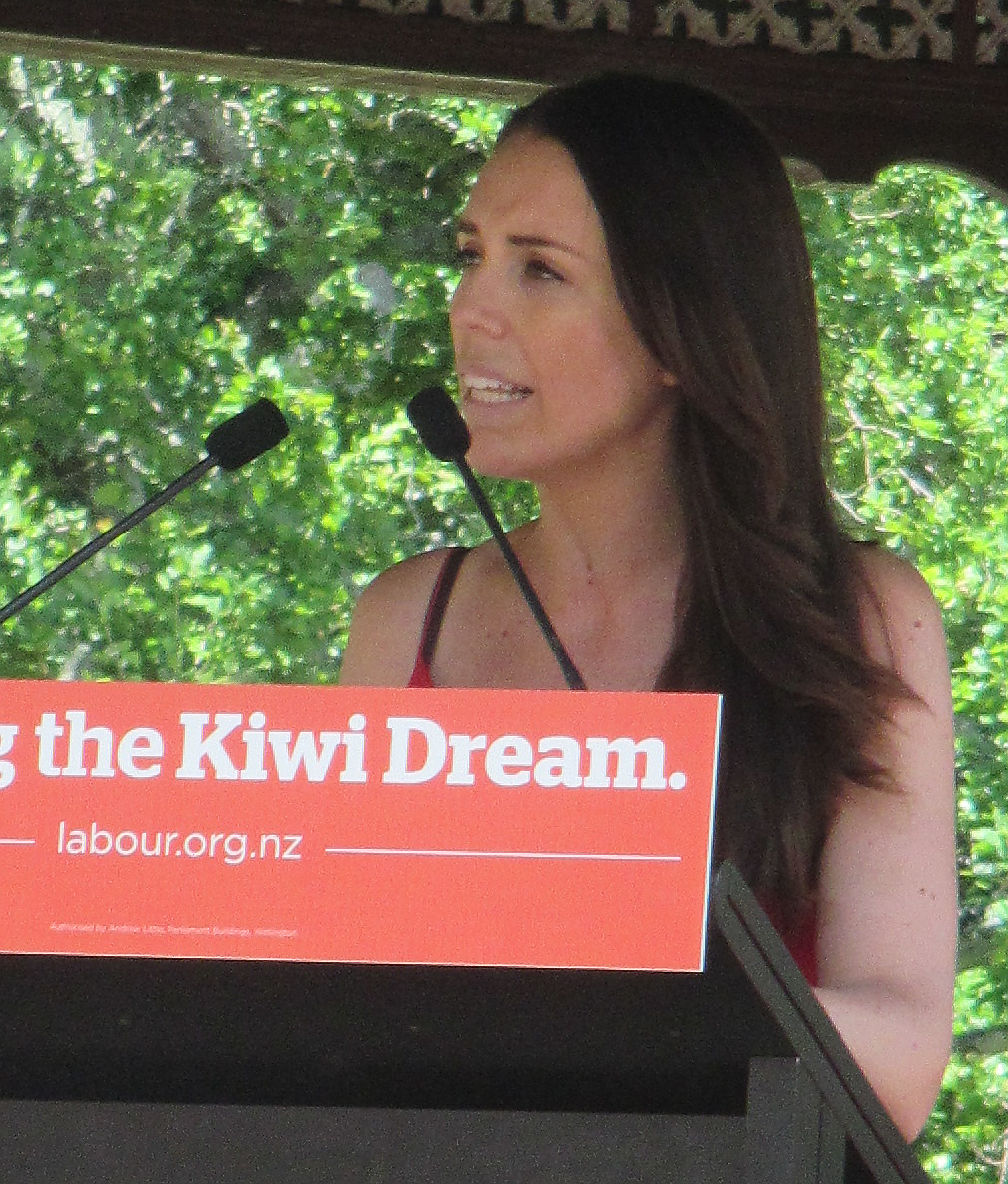
أرديرن خلال حديثها في عام 2016

تصفُ جَسِندة أرديرن نفسها بأنها ديمقراطية اشتراكية تقدمية ونسوية، كما تعتبرُ هيلين كلارك بطلتها في عالم السيّاسة. ترى جَسِندة أنّ الرأسمالية قد فشلت «فشلًا ذريعًا» بسببِ عدمِ قدرتها على الحد من التشرد في نيوزيلندا، وَلا مشكلة لها معَ قضايا الهجرة بل كانت قد صرحت في وقتٍ سابق بالقول أن بلادها قد ترغبُ في استقبالِ المزيد منَ اللاجئين في المُستقبل القريب لكنّها ترى في الوقتِ ذاته فشلَ الدولة في التعامل معَ النمو السكاني السريع وعدم تجهيزها للبنى التحتيّة اللازمة.
تُؤيد أرديرن الحفاظ على اللّغة الماوريّة، بل تدعم إلزامية تدريسها في المدارس على غِرار باقي اللغات التي تُدرس بشكلٍ رسمي في البلد. على مستوى القضايا الاجتماعية؛ فسبقَ لجَسِندة وأن صوّتت لصالح سنّ مشروع قرار زواج المثليين كما ترى ضرورة حذف الإجهاض من قانون الجرائم. يبقى رأيها بخصوص تجريمِ المرجوانا متغيرًا وقد تعهدت بإجراء استفتاء شعبي لتقرير تقنينِ المخدرات. بحلول آذار/مارس من عام 2018؛ أصبحت جَسِندة أول رئيسة وزراء نيوزيلنديّة تُشارك في مسيرة فخر المثليين. على الجانبِ المُقابل؛ تدعمُ أرديرن دولة خالية من الأسلحة النووية كما تعملُ جاهدةً على اتخاد قرارات للحد من التغيّر المناخي في العالم.

## الحياة الشخصية
تربت جَسِندة كمورمون (عضو في كنيسة يسوع المسيح لقديسي الأيام الأخيرة)، وغادرت الكنيسة في عام 2005 لأنها، كما قالت، تتعارض مع آرائها الشخصية؛ على وجه الخصوص دعمها لحقوق المثليين. في يناير 2017، اعتبرت أرديرن نفسها «لاأدرية».
شريك آرديرن هو مقدم البرامج التلفزيونية كلارك جيفورد. التقى الزوجان لأول مرة في عام 2012 عندما قدمهما صديقهما المشترك كولين ماثورا-جيفري، وهو مقدم برامج وعارض في نيوزيلندا، لكنهما لم يمضيا وقتًا معًا حتى اتصل جيفورد بأرديرن بخصوص مشروع قانون مثير للجدل يتعلق باتصالات أمن الحكومة.
في 19 يناير من عام 2018، كشفت أرديرن أنها كانت تتوقع طفلها الأول في يونيو، مما يجعل أول رئيس وزراء لنيوزيلندا حامل أثناء توليه المنصب.
في 12 يناير من عام 2024 ،وبعد ما يقرب من خمس سنوات من الخطوبة والتأجيل بسبب جائحة فيروس كورونا المستجد تزوجت رئيسة وزراء نيوزيلندا السابقة جاسيندا أرديرن من شريكها كلارك غيفورد.

## روابط خارجية
- جاسيندا أرديرن على موقع IMDb (الإنجليزية)
- جاسيندا أرديرن على موقع الموسوعة البريطانية (الإنجليزية)
- جاسيندا أرديرن على موقع مونزينجر (الألمانية)
- جاسيندا أرديرن على موقع قاعدة بيانات الفيلم (الإنجليزية)